# TuralTuranX
TuralTuranX je azerbajdžanski glasbeni duo, ki ga sestavljata brata dvojčka Tural in Turan Bağmanov. 

## Zgodovina
Tural in Turan Bağmanov sta se rodila 30. oktobra 2000 v mestu Zaqatala v severozahodnem Azerbajdžanu. V šoli sta prvič videla klavir in bila nad njim tako navdušena, da jima je oče kupil rabljen sintesajzer.  Kasneje sta se naučila igrati tudi kitaro.  Po očetovi smrti sta začasno prenehala ustvarjati glasbo. 
Tural se je kasneje preselil v Baku in s prijateljem ustanovil skupino TheRedJungle, s katero je Turan tudi nastopal.  Brata sta nastopala tudi kot ulična glasbenika. 
Dne 2. februarja 2023 je bilo objavljeno, da sta TuralTuranX v ožjem izboru za predstavnika Azerbajdžana na Pesmi Evrovizije 2023.  9. marca sta bila izbrana za predstavnika Azerbadjžana.  Nastopila sta v prvem polfinalu 9. maja s pesmijo »Tell Me More«, vendar se jima ni uspelo uvrstiti v finale, saj so s 4 točkami zasedli 14. mesto, kar je najslabši rezultat, ki ga je Azerbajdžan kadarkoli dosegel na tem tekmovanju. 

## Zasebno življenje
Tural in Turan Bağmanov sta imela še dva brata po imenu Emin in Jamal, ki sta leta 2015 umrla v prometni nesreči v Yuxarı Tala. 

## Diskografija

### Pesmi
- »Tell Me More« (2023)
- »Reasons to Get High« (2024)